# THE 男たちの機銃砲座
『THE 男たちの機銃砲座』（ザ・おとこたちのきじゅうほうざ）は、ディースリー・パブリッシャーより2006年6月29日発売のPlayStation 2用シューティングゲーム。
廉価版ソフトシリーズSIMPLE2000シリーズの100作目。

## 概要
本作は、宇宙戦艦に設置された機銃砲座の砲撃手であるプレイヤーが艦を狙って襲い来る敵を打ち落とすという内容である。2007年に発売されたサブカル雑誌『CONTINUE』32号では、本作が「クソゲーオブザイヤー2006」に選ばれた。
出演声優には、永井一郎、銀河万丈など、『機動戦士ガンダム』のキャストが多数出演している。
なお、発売当初は「難しすぎて全然先に進めない」という声もあったが、「画面の外に出た敵はゲームに影響を与えない」という仕様を利用することで敵がいない場所に砲座を向けて制限時間が切れるまで敵を無視するという必勝法が確立され、ほとんどのステージが誰でも簡単にクリアできてしまうことが判明した。